# Deka Lake
Deka Lake är en sjö i Kanada.   Den ligger i provinsen British Columbia, i den centrala delen av landet, 3 300 km väster om huvudstaden Ottawa. Deka Lake ligger 1 112 meter över havet. Arean är 11,54 kvadratkilometer. Den sträcker sig 10,2 kilometer i nord-sydlig riktning, och 6,8 kilometer i öst-västlig riktning.
I omgivningarna runt Deka Lake växer i huvudsak barrskog. Trakten runt Deka Lake är nära nog obefolkad, med mindre än två invånare per kvadratkilometer.